# Дирутенийиттрий
Дирутенийиттрий — бинарное неорганическое соединение
иттрия и рутения
с формулой YRu2,
кристаллы.

## Получение
- Сплавление стехиометрических количеств чистых веществ:

{\displaystyle {\mathsf {Y+2Ru\ {\xrightarrow {1910^{o}C}}\ YRu_{2}}}}

## Физические свойства
Дирутенийиттрий образует кристаллы
гексагональной сингонии, пространственная группа P 63/mmc, параметры ячейки a = 0,5256 нм, c = 0,8792 нм, Z = 4,
структура типа дицинкмагния MgZn2 (фаза Лавеса)
.
Соединение конгруэнтно плавится при температуре 1910°C .